# Эрасо, Каталина
Каталина Эрасо (исп. Catalina de Erauso), также известна как La Monja Alférez — «монахиня-лейтенант» (1592, Сан-Себастьян, Испания — 1650, Котастла, Новая Испания) — полулегендарная женщина-конкистадор.

## Биография
Каталина де Эрасо родилась в баскской семье. Её отец и братья были солдатами в городе Сан-Себастьян. С четырёх лет она воспитывалась в монастыре доминиканцев, чтобы принять постриг, если не выйдет замуж. Когда ей было пятнадцать, она была жестоко побита монахинями, что подвигло её на решительный поступок — она бежала из монастыря, переодевшись в мужскую одежду. 
Несколько месяцев она провела в скитаниях по Испании, нанимаясь к разным людям под именем Франсиско де Лойола. В Бильбао она записалась юнгой на корабль, отправлявшийся в Новый Свет. Достигнув города Консепсьон в Чили, она поступила в солдаты под именем Алонсо Диас Рамирес де Гусман. В Арауканской войне она служила под началом нескольких капитанов, в том числе, предположительно, под началом её собственного брата, который никогда не узнал этого.
Каталина показала свою отвагу в бою, отбив испанский флаг у индейцев, за что была назначена лейтенант-губернатором и оставалась в этой должности пять лет. Она хорошо владела оружием, участвовала во многих сражениях и дуэлях. Серьёзное ранение вынудило её признаться в своей мистификации епископу Агустину де Карвахалю. Получив от него прощение, она скрылась в монастыре.
В 1620 году архиепископ Лимы пригласил её к себе. В 1624 году она приехала в Испанию, где уже были хорошо наслышаны об её смелости. Добравшись до Рима, она добилась папской аудиенции и получила от папы Урбана VIII разрешение носить мужскую одежду. Во время своего пребывания в Испании, она написала автобиографическую книгу Historia de la monja Alférez, Catalina de Erauso, escrita por ella misma
В 1630 году она снова вернулась в Новую Испанию, чтобы заняться мирными делами — её мулы доставляли грузы в Веракрус, а сама она скрылась за именем Антонио де Эрасо. Каталина де Эрасо умерла в Котастле в 1650 году.
Известен прижизненный портрет Каталины, приписывавшийся Франсиско Пачеко, а теперь переатрибутированный Хуану ван дер Хамену.